# Angolesos als Països Baixos
Els angolesos als Països Baixos (neerlandès Angolezen in Nederland) són un col·lectiu d'angolesos residents als Països Baixos, principalment refugiats de la Guerra Civil angolesa.

## Història de la migració
Els Països Baixos no tenen vincles històrics amb Angola. Els primers immigrants angolesos a Europa, generalment, es van instal·lar a Portugal, l'antiga metròpoli colonial d'Angola. No obstant això, els van resultar difícil d'obtenir-hi treball i també van patir discriminació. Alguns viatjaren a altres països, inclosos els Països Baixos.
El primer pla de la migració angolesa als Països Baixos era la política d'asil relativament generosa. Només en el primer semestre de 2001, 1.800 angolesos sol·licitaran asil als Països Baixos, el que representava gairebé la meitat del total d'asilats angolesos al món occidental. En total, durant el període 1998-2002 més de 10.000 angolesos van sol·licitar asil als Països Baixos. Gairebé uns 4.500 d'ells eren menors no acompanyats. Milers van veure rebutjades les seves peticions d'asil i, per tant, no van ser elegibles per als permisos de residència, però se'ls va permetre retardar la seva sortida a causa de la falta de seguretat al seu país d'origen. En 1999 el Secretari d'Estat de Justícia Job Cohen va obligar a que finalitzés el retard de l'esquema de partida; tot i que al seu judici la situació a Angola en el seu conjunt encara no era segura, Luanda era prou estable per permetre que els angolesos tornessin.
Abans de 2002 hi va haver poca migració de retorn dels Països Baixos a Angola; només deu d'aquests individus eren coneguts per l'Organització Internacional per a la Migració. Tanmateix el 2003 el nombre de repatriats va començar a augmentar. En virtut del programa de retorn i emigració d'estrangers dels Països Baixos, els sol·licitants d'asil refusats són elegibles per a una varietat de suport, inclòs un bitllet d'avió a l'aeroport més proper a la seva destinació de retorn, reemborsament de les taxes pagades per adquirir documents de viatge i un pagament de reassentament per assistir amb el període inicial després de la reubicació. Els menors no acompanyats que tornaren a Angola voluntàriament també reben assistència per localitzar la seva família, i també se'ls pot proporcionar allotjament temporal gratuït en un centre de recepció si la seva família no es troba o no pot rebre'ls.

## Característiques demogràfiques
Segons estadístiques del Oficina Central d'Estadística de 2009 relatives a persones d'origen angolès mostraven:
- 6.286 persones de primera generació (3.705 homes, 2.581 dones)
- 2.729 persones de segona generació (1.336 homes, 1.393 dones), dels quals:
  - 815 persones amb un pare nascut als Països Baixos (401 homes, 414 dones)
  - 1.914 persones amb els dos pares nascuts fora dels Països Baixos (935 homes, 979 dones)

Per a un total de 9.015 persones (5.041 homes, 3.974 dones). Això representava aproximadament 3,5 vegades el total de 2.594 persones de 1996. La seva població total va arribar al seu punt màxim en 2004 a 12.281 persones i ha estat en declivi des de llavors.

## Organitzacions
Pel 2007 els angolesos havien establert cinc organitzacions pròpiesals Països Baixos, així com tres conjuntament amb migrants congolesos. Aquests últims són inusuals en la societat holandesa, ja que els dos grups no comparteixen ni una llengua comuna (ni l'holandès) ni un país comú d'origen. Les organitzacions generalment volen aplegar els angolesos i promoure la seva integració en la societat holandesa, capacitar les dones angoleses, proporcionar educació sexual i organitzar activitats socials i competicions esportives. Les organitzacions solen estar dominades pels homes, un 80% dels membres són homes.